# William Sunsing
William Sunsing né le 12 mai 1977 est un footballeur international costaricien.